# Sarah Sanders
Sarah Elizabeth Huckabee Sanders (sinh ngày 13 tháng 8 năm 1982) là một người quản lý chiến dịch và cố vấn chính trị người Mỹ là Thư ký báo chí Nhà Trắng dưới quyền Tổng thống Donald Trump.

## Tiểu sử

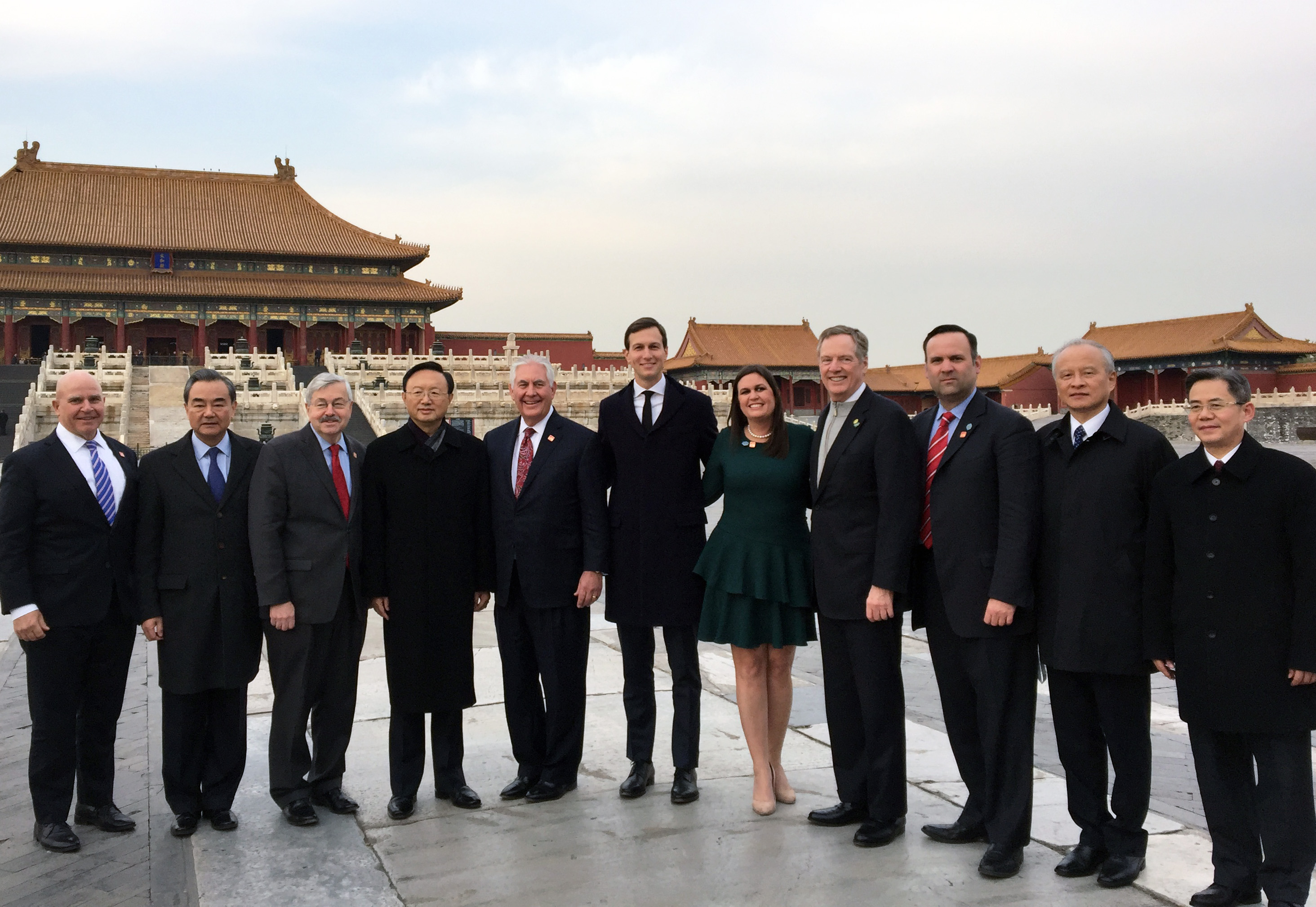
Sarah Sanders cùng Rex Tillerson, Jared Kushner và Wang Yi tại Bắc Kinh năm 2017

Sarah Elizabeth Huckabee sinh ngày 13 tháng 8 năm 1982, ở Hope, Arkansas, con út và là con gái duy nhất của Mike Huckabee và Janet (nhũ danh McCain) Huckabee. Cô có hai anh trai, John Mark Huckabee và David Huckabee. Sau khi tốt nghiệp từ Trường trung học Little Rock Central ở Little Rock, Arkansas, Huckabee theo học Đại học Baptist Ouachita ở Arkadelphia, Arkansas. Tại đó, cô được bầu làm chủ tịch hội sinh viên và hoạt động trong các tổ chức Đảng Cộng hòa. Năm 2004, cô tốt nghiệp đại học với bằng Cử nhân Nghệ thuật, chuyên ngành khoa học chính trị và học ngành truyền thông đại chúng.